# 진주 용호정원
진주 용호정원(晉州 龍湖庭園)은 대한민국 경상남도 진주시 명석면에 있는 일제강점기에 만들어진 정원이다.
1990년 12월 20일 경상남도의 문화재자료 제176호 용호정원으로 지정되었다가, 2018년 12월 20일 현재의 명칭으로 변경되었다.

## 개요
1928년에 청제 충정공 박심문의 18세손 박헌경이 만든 정원이다.
거듭되는 재해로 흉년이 들어 사람들이 굶주리자, 마을 사람들의 생계를 돕기 위하여 지금의 취로사업과 같은 형식으로 지은 것이다.
중국 사천성 동쪽에 있는 무산의 높고 아름다운 12개 봉우리를 본떠서 만들었다고 한다. 작은 연못 가운데에 팔각정자를 세웠는데, 연못의 연꽃과 어우러져 아름다운 경치를 이루고 있다. 한국 전통정원의 모습을 보여주는 귀중한 자료이다.

## 사진

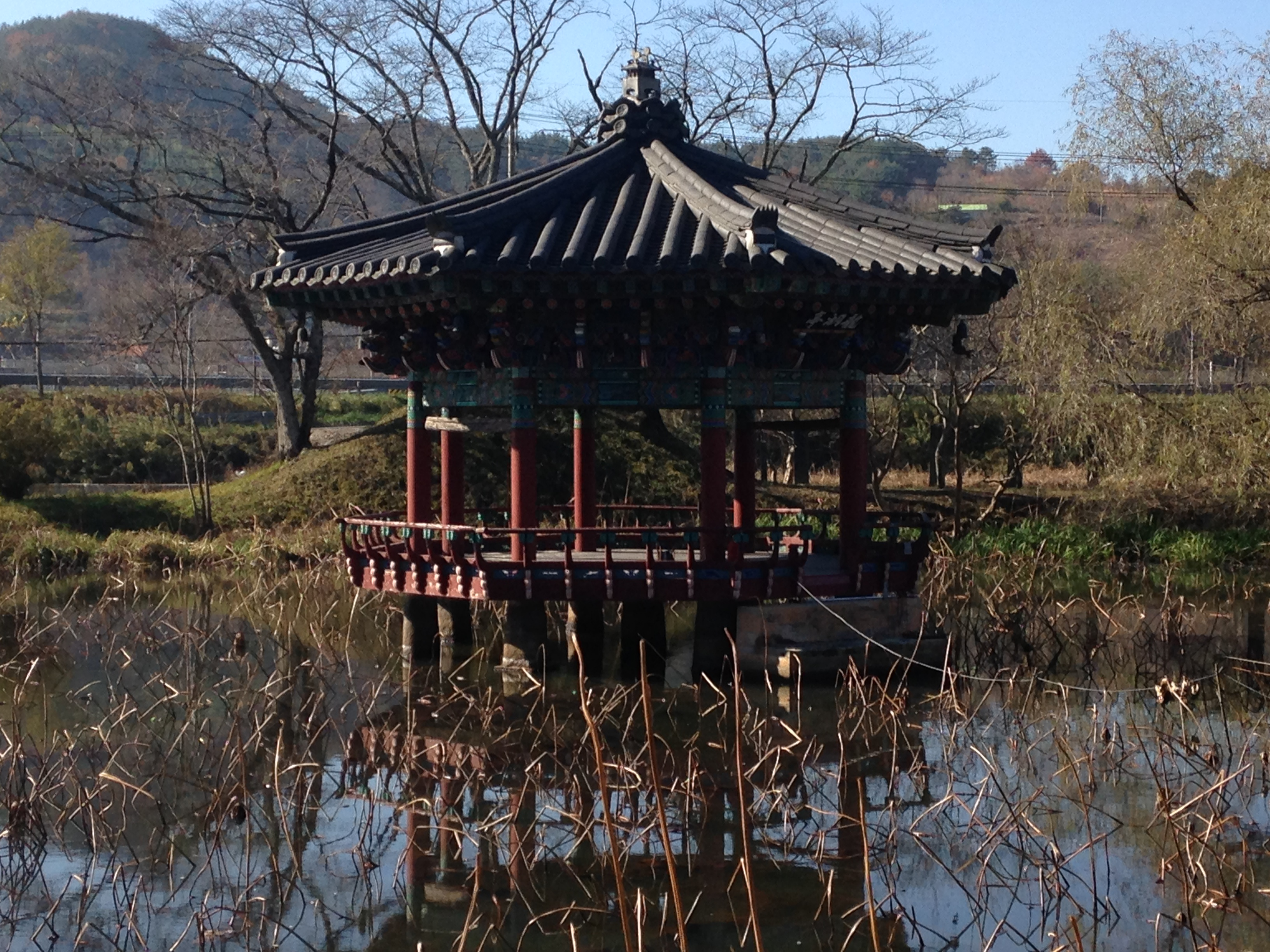
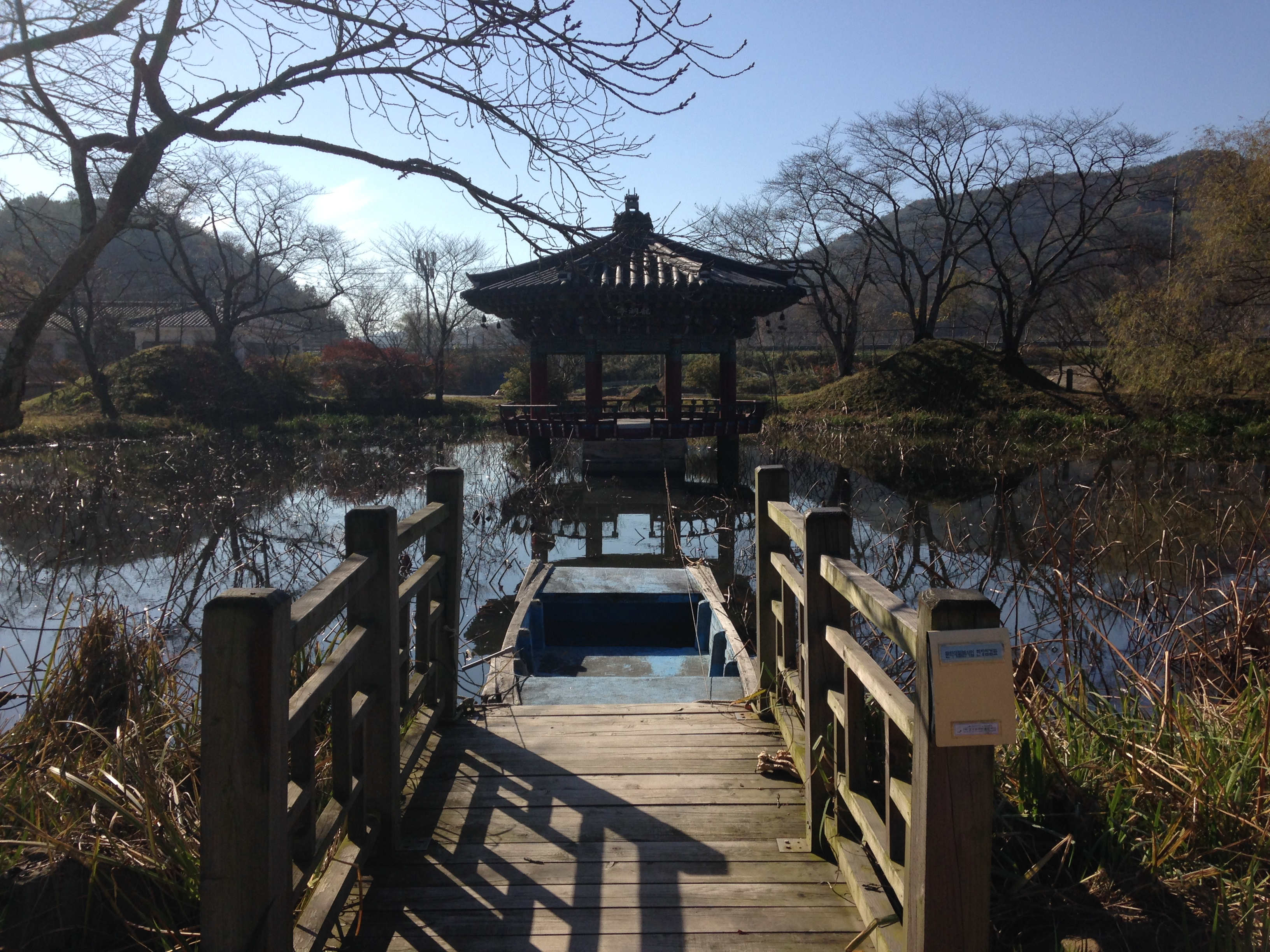
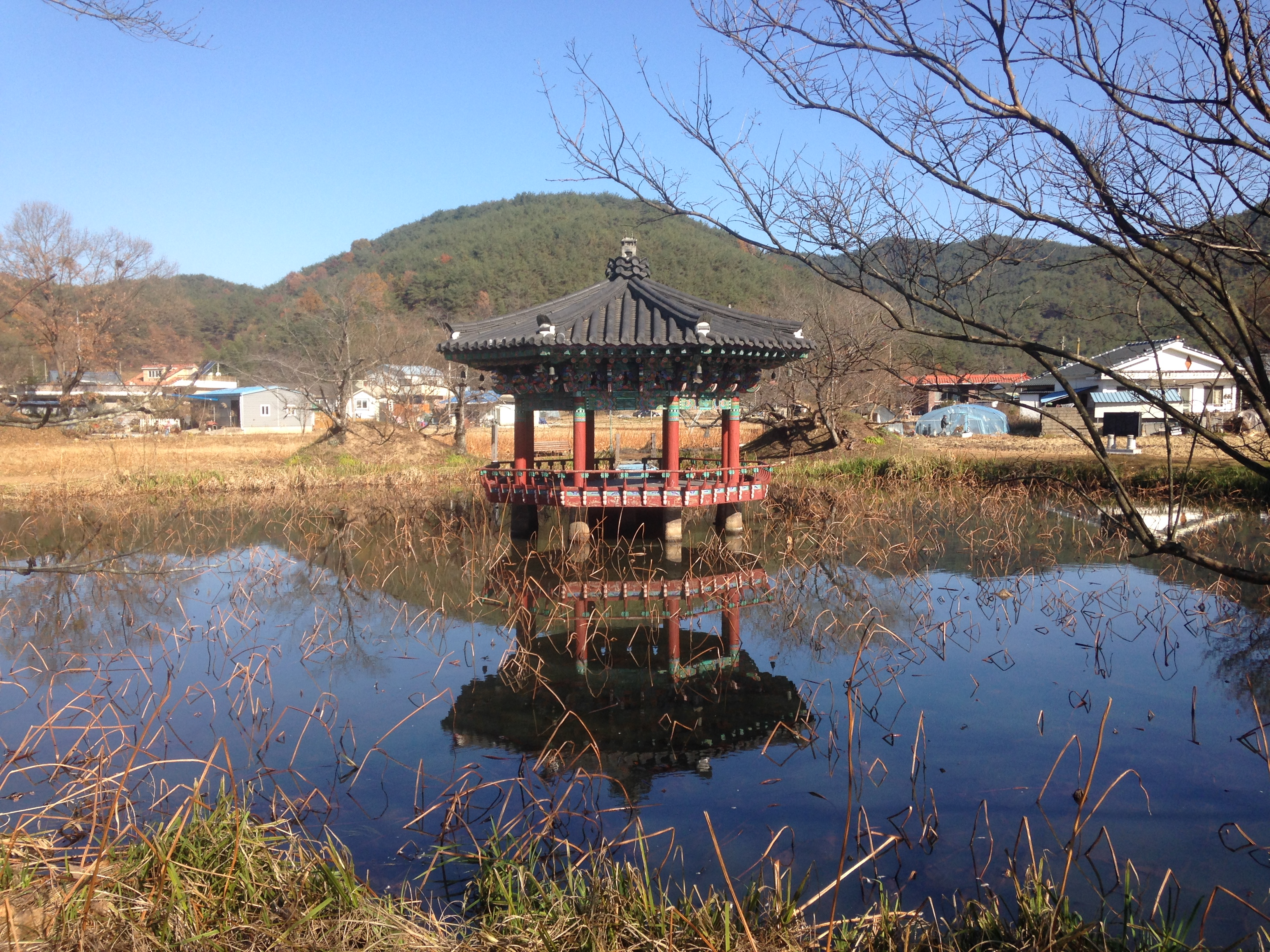

## 참고 자료
- 용호정원 - 국가유산청 국가유산포털